# Gelasius Dobner
Gelasius Dobner, né à Prague le 30 mai 1719 et mort dans la même ville le 24 mai 1790, est un historien originaire de Bohême.

## Biographie
Il enseigna dans la congrégation des Écoles Pies. 

## Œuvres
Les principaux ouvrages qu'il a laissé sont : 
- Monumenta historica Bohemiae, 6 vol., 1764-1786
- Wenceslaï Hagek annales Bohemorum, 6 vol., 1762-1882

On lui doit aussi des dissertations sur les saints Cyrille et Méthode. 